# Lincoln Cosmopolitan
Lincoln Cosmopolitan – samochód osobowy klasy luksusowej produkowany pod amerykańską marką Lincoln w latach 1948–1954. 

## Pierwsza generacja

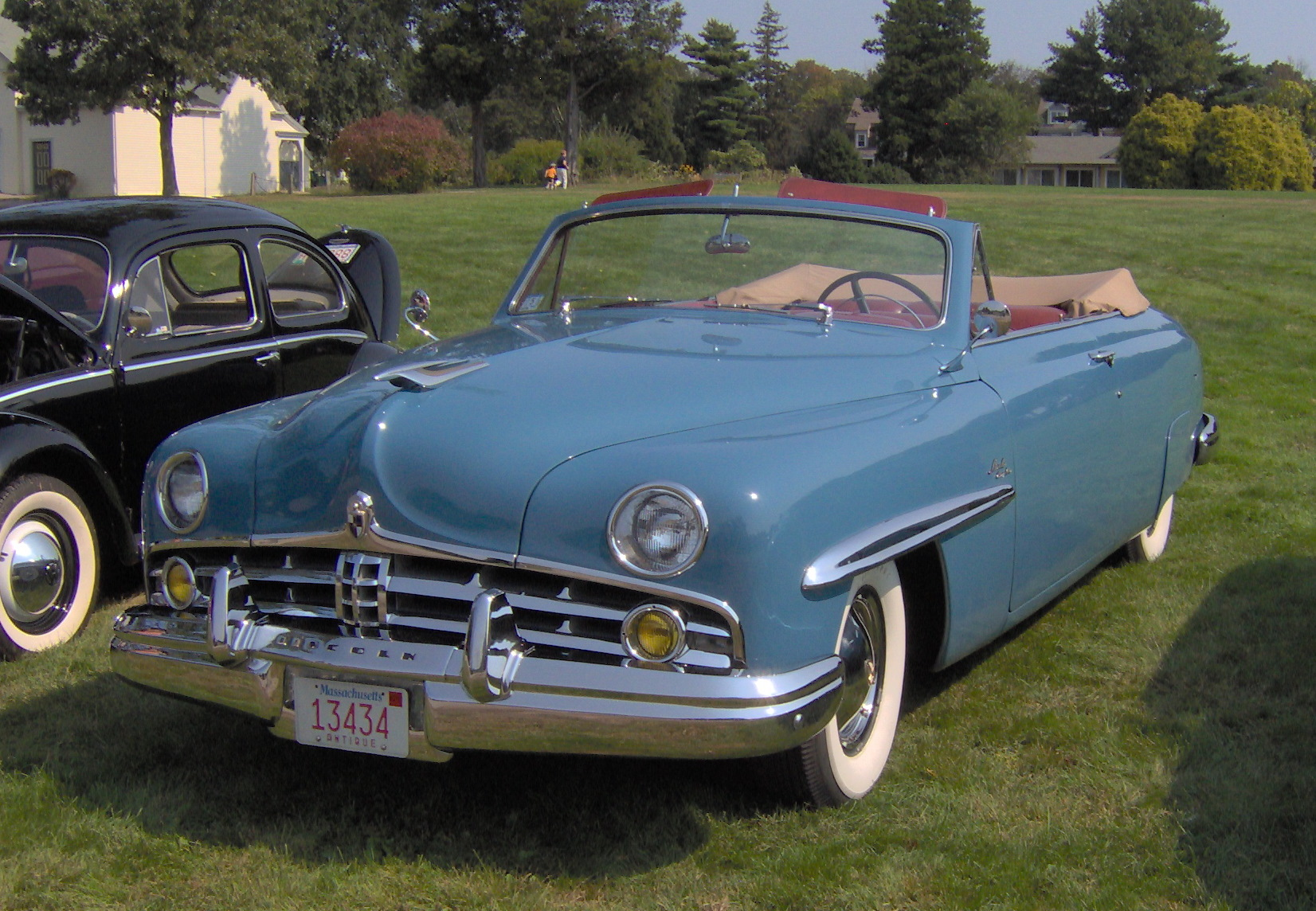
1949 Lincoln Cosmopolitan I Cabriolet

Lincoln Cosmopolitan I został zaprezentowany po raz pierwszy w 1948 roku.
22 kwietnia 1948 roku Lincoln przedstawił swoje pierwsze powojenne samochody nowej konstrukcji, oznaczone jako 1949 rok modelowy, będące następcą wywodzącej się sprzed wojny linii modelowej serii H. Wprowadzono dwa bliźniacze modele: podstawowy Lincoln bez nazwy modelu i droższy, bardziej luksusowy Cosmopolitan, oparty na wydłużonym o 10 cm podwoziu. Oba modele otrzymały nowoczesne nadwozie pontonowe bez wystających na boki błotników – przy czym Cosmopolitan, w odróżnieniu od standardowego Lincolna, miał całkiem gładkie ściany, bez przetłoczeń przednich błotników. W ten sposób koncern Forda, jako pierwszy z wielkiej trójki producentów amerykańskich, wprowadził na rynek nadwozia pontonowe, a samochody jego marek były wśród najnowocześniej stylizowanych na rynku w tym roku. Na przedłużeniu błotników przednich umieszczone były pojedyncze reflektory, charakterystycznie zagłębione w chromowanych oprawach, a pomiędzy błotnikami była mało wybrzuszona maska silnika. Atrapa chłodnicy, wspólna dla obu modeli była szeroka, chromowana, stosunkowo niska z górną belką obramowującą atrapę, dwoma belkami poniżej i pionowymi elementami je łączącymi – w tym wąską kratką pośrodku. Na masce samochód miał uskrzydloną ozdobę. Cosmopolitan różnił się od tańszego wariantu także jednoczęściową szybą przednią w miejsce dzielonej, ozdobami bocznymi w postaci grubych chromowanych listew tylko nad przednimi kołami, a nie na całą długość, oraz automatycznie sterowanymi szybami i przednimi siedzeniami w wyposażeniu fabrycznym.
Produkowano cztery wersje nadwoziowe: czterodrzwiowe sedany Sport Sedan i Town Sedan, dwudrzwiowe coupé i dwudrzwiowy kabriolet (ang. convertible). Wszystkie modele były sześciomiejscowe; w sedanie tylne drzwi otwierały się w kierunku do tyłu. Rozstaw osi wynosił 125 cali (317 cm). 
Napęd wszystkich modeli Lincolna stanowił silnik dolnozaworowy V8 konstrukcji Forda, o pojemności 336,7 cali sześciennych (5,5 l), dający moc 152 KM (brutto). Lincoln tym samym zaprzestał stosowania silników V12, których używał od 1933 roku; przy tym nowa jednostka rozwijała większą moc. Skrzynia biegów była 3-biegowa manualna, za dopłatą dostępny był nadbieg. Dopiero na początku 1949 roku wprowadzono opcjonalnie skrzynię automatyczną Hydra-Matic, za dopłatą 200 dolarów (produkowaną na licencji General Motors). Kabriolet miał automatycznie podnoszony dach.

### Silnik
- V8 5.5l Flathead

## Druga generacja

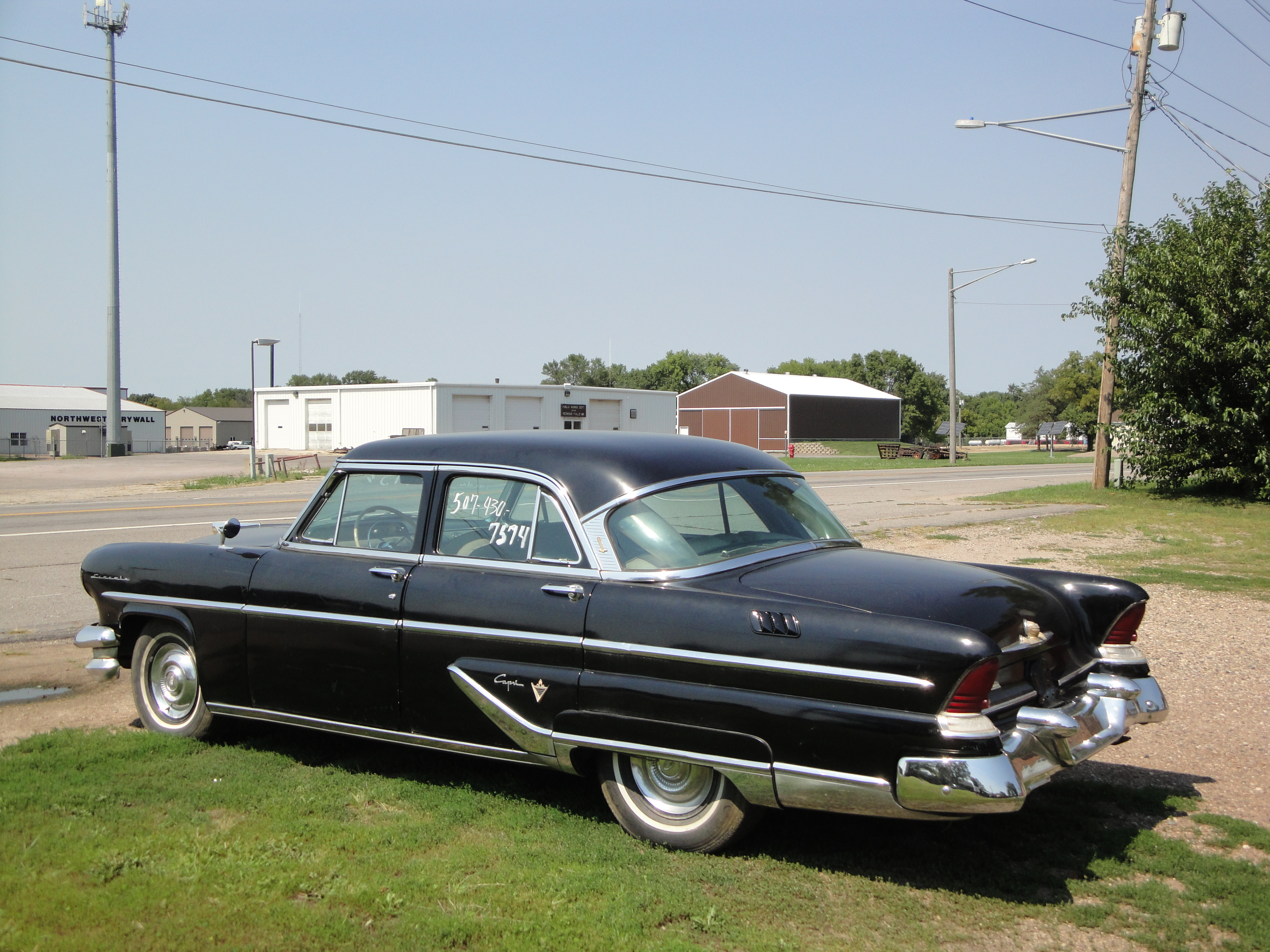
Lincoln Cosmopolitan II - tył

Lincoln Cosmopolitan II został zaprezentowany po raz pierwszy w 1952 roku.
W lutym 1952 roku Lincoln zaprezentował zupełnie nową, drugą generację modelu Cosmopolitan. Tym razem Cosmopolitan stał się podstawowym modelem marki, zastępując poprzedni model Lincoln (bez nazwy), a droższym modelem stał się wyodrębniony Capri. Cosmopolitan II wyróżniał się tym razem wyraźniej zarysowanymi błotnikami, większymi reflektorami i inaczej ukształtowanym pasem przednim z mniejszą atrapą chłodnicy.
Napęd stanowił nowy silnik górnozaworowy (OHV) V8 o pojemności 317,5 cali sześciennych (5,2 l) i mocy 160 KM, sprzężony z automatyczną skrzynią biegów Hydra-Matic. Oferowano tylko odmiany nadwoziowe: czterodrzwiowy sedan (Sport Sedan) i dwudrzwiowe hardtop coupé (Sport Coupe). Sedan kosztował w pierwszym roku 3198 dolarów, a coupe 3293 dolary (ceny były podobne do ubiegłorocznych, lecz wyższe o około 10% od standardowego Lincolna, którego zastąpił Cosmopolitan). Wyprodukowano 12 929 samochodów 1952 rocznika (47% sprzedaży marki).

### Silnik
- V8 5.2l Y-Block